# Nizamuddin Auliya
Hazrat Khawaja Nizamuddin Auliya (1238-1325) (حضرت خواجة نظام الدّین اولیا), plus simplement appelé Hazrat Nizamuddin, est considéré comme l'un des grands saints du soufisme indien. Il était membre de la confrérie Chishtiyya.  

## Éléments de biographie

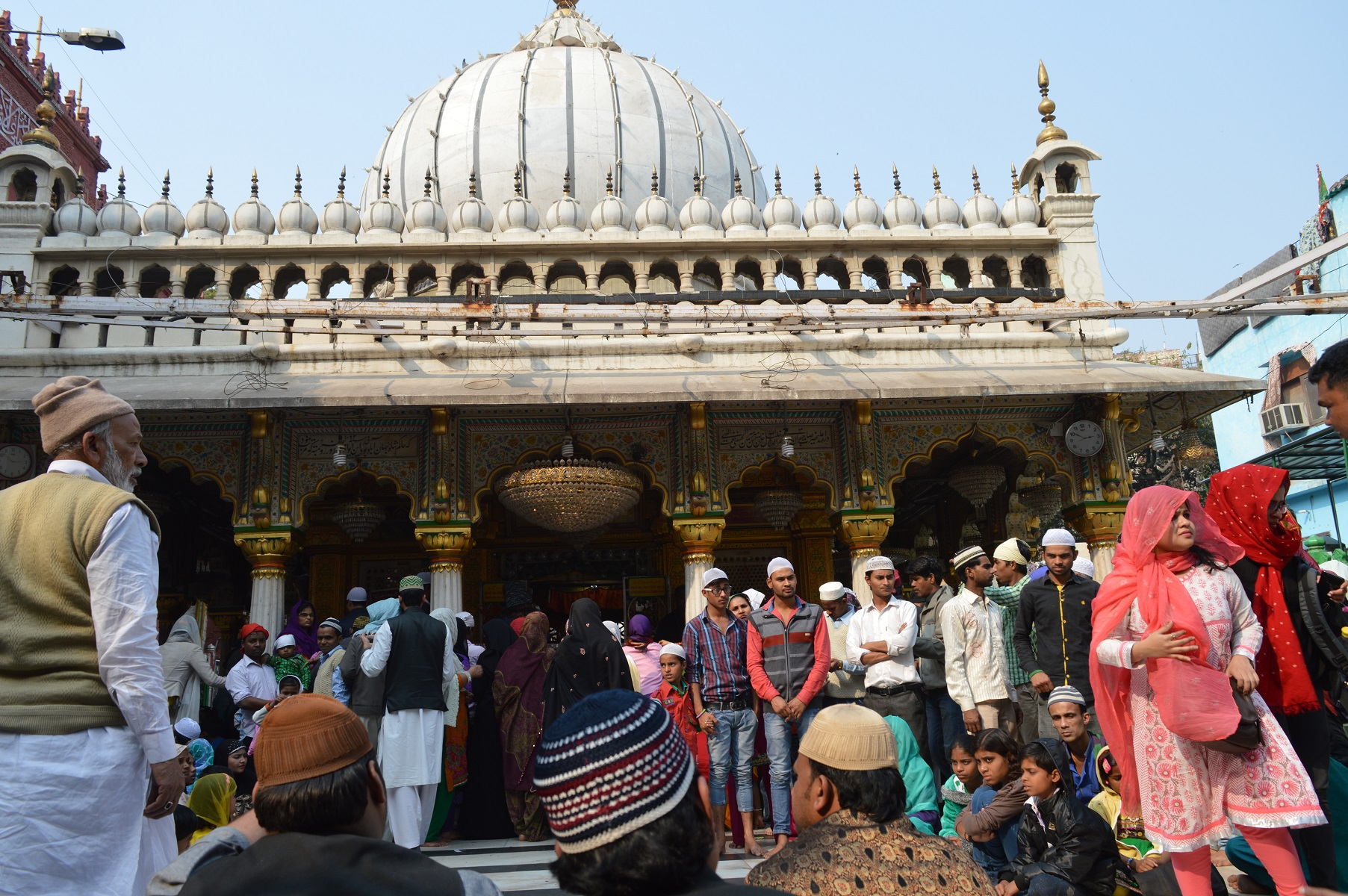
Vue de l'extérieur du mausolée du Nizamuddin.

Né à Budaun, à quelque 200 kilomètres au sud-est de Delhi, Nizamuddin se rendit à l'âge de 20 ans à Ajodhan (aujourd'hui Pakpattan, au Pakistan), où il devint le disciple de Fariduddin Ganjshakar. Nizamuddin passa cependant la plus grande partie de sa vie à Delhi. C'est là qu'il accomplit l'essentiel de son œuvre missionnaire.  Son dargah (mausolée), élevé dans cette même ville, attire aujourd'hui encore un nombre considérable de pèlerins. 
Nizamuddin est aussi connu pour avoir été le maitre spirituel d'Amir Khusrau.